# درابا کالیفرنیا
درابا کالیفرنیا (نام علمی: Draba californica) نام یک گونه از سرده ازمکی است.